# 白海豚媽祖宮
24°03′32″N 120°25′48″E / 24.058974°N 120.430125°E
白海豚媽祖宮，是位於臺灣彰化縣鹿港鎮、冠上媽祖廟之名的台灣白海豚環保團體工作站，第一代場館原為環保人士粘錫麟故居。

## 建立
第一代白海豚媽祖宮建築隱身於鹿港鎮民生路58號的鬧區中，原為環保人士粘錫麟故居，過去名稱為「綠色主張工作室」，在2014年由環保團體共同籌備資金整修。 
第二代白海豚媽祖宮位在鹿港鎮中山路102號，保留了百年鹿港傳統老屋的原樣，老屋內捨去過量的裝修主義，用最純真質樸的風格呈現鹿港老屋的樣態，也設有教室可以讓民眾來參與課程進行活動；新的場館讓到來的民眾既可以認識臺灣白海豚，也能體驗鹿港老屋內的氛圍。
臺灣媽祖魚保育聯盟理事長陳秉亨表示，除該館要紀念粘錫麟的奉獻，也要延續其理念推廣中華白海豚保育，希望藉由宗教信仰推動保育、保護台灣海洋。之前2009年時，該聯盟首次將媽祖信仰和代表臺灣沿海生態指標的白海豚概念結合，參加大甲鎮瀾宮媽祖遶境。當時由於陳秉亨等人沒參加過此類遶境，就先詢問鎮瀾宮總幹事意見，又找來創作臺西《希望之海》蚵貝壁畫的藝術家蔡英傑製作長達兩公尺半的大型白海豚模型，盼望媽祖發揮神力、信徒受到感召進而行動。
為了讓館內有一尊搭配白海豚的媽祖像，臺中市原鄉文化協會、臺中市惠來遺址保護協會、臺灣媽祖魚保育聯盟、臺灣環境資訊協會、荒野保護協會等中臺灣數個環保團體、及立委田秋堇共同揪團集資，由臺中市原鄉文化協會總幹事江慶洲，委託原住民工藝師林新義創作白海豚媽祖神像，模樣為媽祖提著光明燈，在白海豚簇擁下浮出海面，並融入黑面琵鷺、綠蠵龜、鱟、旗魚等保育類動物。
歷經兩年籌畫，募資百萬籌設，初代場館在2016年6月8日正式落成。 第二代場館是在2022年8月7日正式搬遷落成。

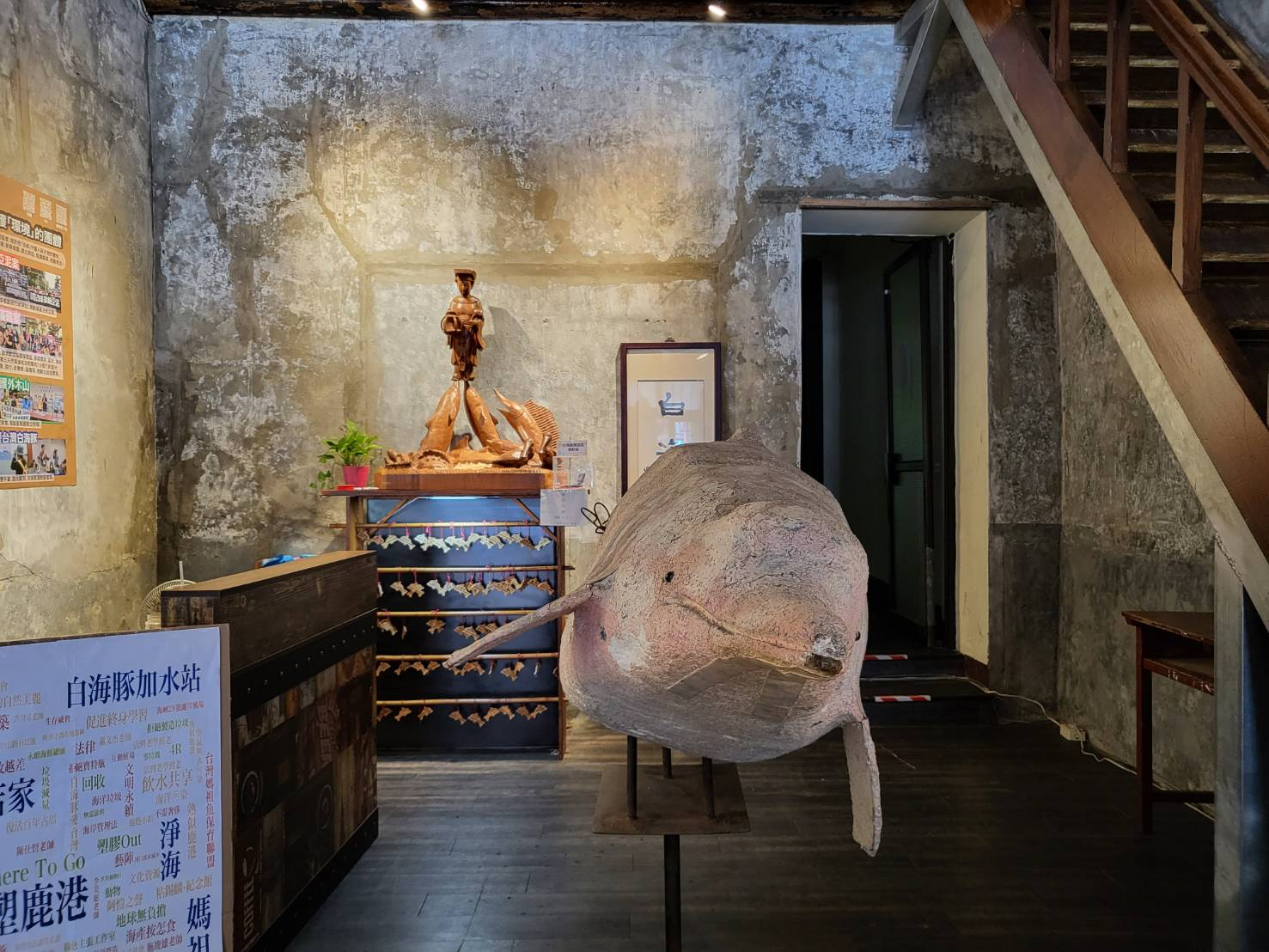
第二代白海豚媽祖宮內部照片.

## 設施
館內陳設粘錫麟過去參與的環境運動。房內有用白海豚造型木片來代表的光明燈，及如寫有「選對海鮮挑好菜，少用塑膠多節能，綠色生活護大海，年年有魚是富翁。」、標註「海龍王愛地球協會恭印」的環保籤詩。屋頂則採用3KW的太陽能發電系統，作為辦公室白天上班用電，因為節電獎勵而電費少。

## 外部連結
- 白海豚媽祖宮的Facebook專頁
- 官方网站